# Кудуксайський сільський округ
Кудукса́йський сільський округ (каз. Құдықсай ауылдық округі, рос. Кудуксайский сельский округ) — адміністративна одиниця у складі Хромтауського району Актюбінської області Казахстану. Адміністративний центр — село Кудуксай.
Населення — 322 особи (2021; 500 у 2009, 2010 у 1999, 2795 у 1989).
Станом на 1989 рік існували Кудуксайська сільська рада (села Жолман, Кеной, Кудуксай) та Ойсилкаринська сільська рада (село Ойсилкара). Село Кеной було ліквідоване 2007.

## Склад
До складу округу входять такі населені пункти:
| Населений пункт | Населення, осіб (1989) | Населення, осіб (1999) | Населення, осіб (2009) | Населення, осіб (2021) |
| --------------- | ---------------------- | ---------------------- | ---------------------- | ---------------------- |
| Жолман, село    | 237                    | -                      | -                      | -                      |
| Кеной, село     | 353                    | 0                      | -                      | -                      |
| Кудуксай, село  | 1451                   | 1491                   | 391                    | 258                    |
| Ойсилкара, село | 754                    | 519                    | 109                    | 64                     |